# Astragalus stenosemius
Astragalus stenosemius är en ärtväxtart som beskrevs av Pierre Edmond Boissier. Astragalus stenosemius ingår i släktet vedlar, och familjen ärtväxter. Inga underarter finns listade i Catalogue of Life.